# هیلاری سوپر
هیلاری سوپر یک مدیر بازرگانی آمریکایی است. او  در حال حاضر مدیر اجرایی جدید ساوج ایکس فنتی می باشد. سوپر از سال ۲۰۱۹ تا ۲۰۲۱ مسئول اجرایی جهانی انتروپالجی می شود.

## حرفه
هیلاری مدرک کارشناسی اش  را در رشته علوم انسانی از دانشگاه کالیفرنیای جنوبی اخذ نمود.

## زندگی شخصی
سوپر در سال ۲۰۱۷، در فیلادلفیا ، ایالات متحده ساکن بود. ولی سوپر  در سال ۲۰۲۳، در پالم اسپرینگز، کالیفرنیا ساکن است. 